# Настой
Настой (лат. Infusum) — недозированная жидкая лекарственная форма, представляющая собой водное извлечение из лекарственного растительного сырья или водный раствор, специально приготовленный для получения биологически активных веществ. Предназначается для внутреннего или наружного применения. 
Большое распространение данная лекарственная форма получила в народной медицине. Настои могут применяться для растирания, в качестве напитка или для дыхания, как разогретые пары.
Hастои были известны человечеству с незапамятных времен, их рецепты передавались в письменном виде из поколения в поколение. Одним из наиболее известных собраний таких рецептов является Материя Медика Диоскорида. Пять томов трактата были написаны примерно с 50 по 70 г. н.э. Педаниусом Диоскоридом, греческим врачом.

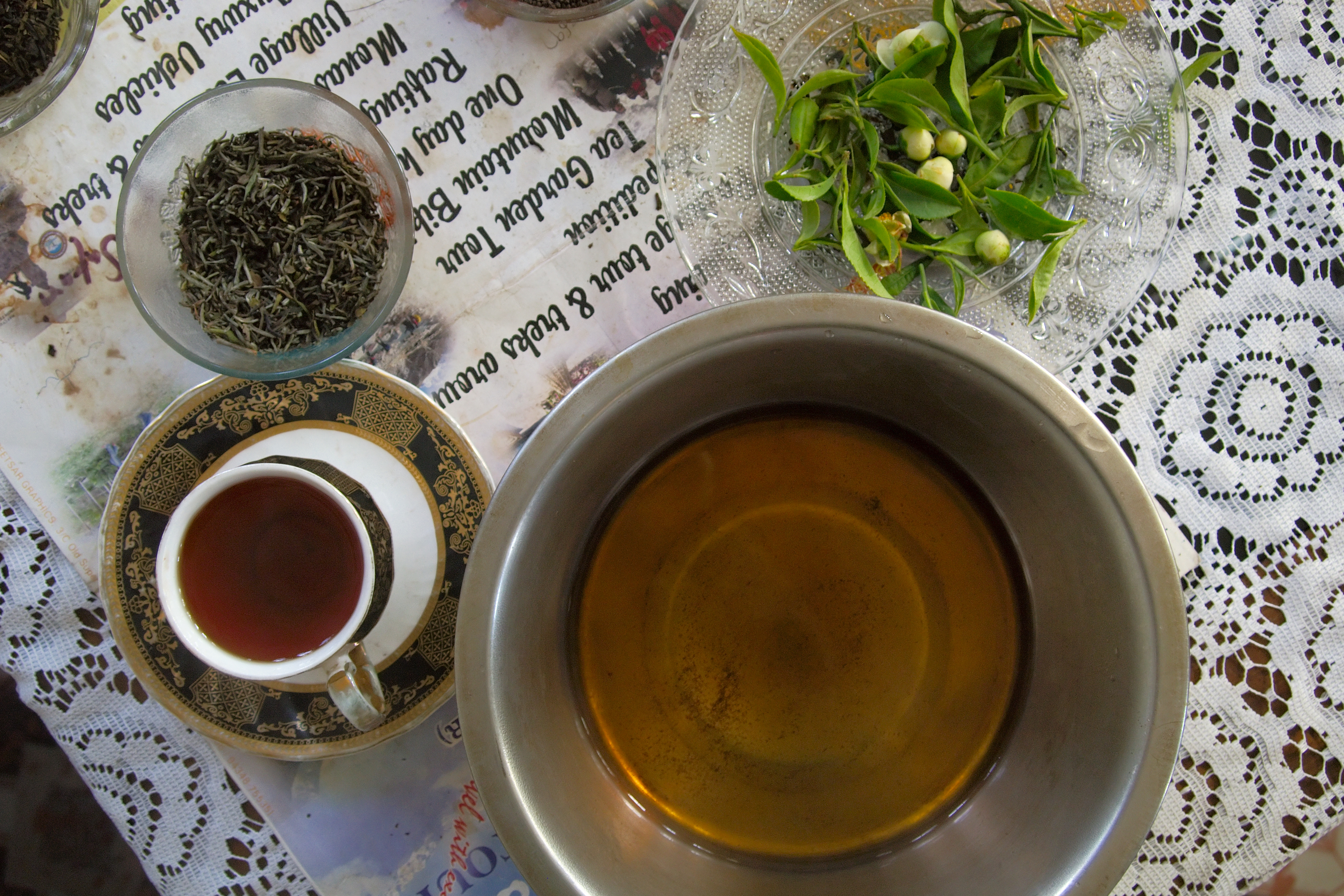
Настой

B арабском переводе первый документально зафиксированный факт приготовления и лечения данной лекарственной формой относится к X веку, когда персидский учёный Авиценна описал рецепт настоя на масляной основе.

## Основы
Помимо воды, которая может быть сырой, дождевой, кипячёной, дистиллированной или морской, для приготовления настоев также используют спиртосодержащие составы, различные масла, мёд и уксус.

## Сырьё
В качестве сырья применяются растения, а также многие вещества животного и минерального происхождения. 
Чаще для настоев используются отдельные части растений, обладающие наибольшим эффектом, наиболее быстро и полно отдающие полезные вещества:
- цветки;
- листья;
- корневища;
- стебли;
- кора;
- плоды.

## Способы приготовления
Существует три способа приготовления настоя:
- Холодный - измельчённые части сырья заливают холодной основой и настаивают в закрытом сосуде некоторое время.
- Горячий -  сырьё заливают кипятком (или маслом) и заваривают, не доводя до кипения, или готовят на водяной бане, поскольку при кипении могут разрушиться полезные вещества. Точки кипения обычно достигают при приготовлении отваров. Также некоторые горячие настои можно приготовить в термосе. В случае приготовления напара для приёма внутрь, следует его остудить.
- Смешанный -  сырьё сначала настаивают, настой сцеживают, а с остатками сырья поступают как при горячем способе, потом оба настоя смешивают. Такой способ является наиболее эффективным.

### Напар
Существует народный способ приготовления настоев — «напаривание». Обычно напар готовят из наиболее нежных частей растений: цветков, травы, листьев и плодов.
Традиционный способ приготовления напара практически перестал существовать в наше время, поскольку в деревенских условиях напар получали в остывающей за ночь русской печи. В наше время измельчённое растительное сырьё помещают в фарфоровую или глиняную посуду, заливают кипятком и оставляют его на ночь остывать. Но при таком способе приготовления эффект частично теряется (предпочтительным является использование печной духовки либо термоса).
В случае приготовления напара для приёма внутрь из одной весовой части (в граммах) сырья получают 10 объёмных (в мл) частей напара. Для наружного применения концентрация напара должна быть в 2—3 раза больше. Напар достаточно быстро портится, поэтому желательно готовить его ежедневно. Допустимо хранить напар 2—3 дня в холодильнике. В этом случае перед употреблением напар необходимо разогреть, но ни в коем случае не доводить до кипения.